# Windom (Minnesota)
Windom és una població dels Estats Units a l'estat de Minnesota. Segons el cens del 2000 tenia 4.490 habitants.

## Demografia
Segons el cens del 2000, Windom tenia 4.490 habitants, 1.910 habitatges, i 1.195 famílies. La densitat de població era de 488,3 habitants per km².
Dels 1.910 habitatges en un 27,7% hi vivien nens de menys de 18 anys, en un 50,6% hi vivien parelles casades, en un 8,9% dones solteres, i en un 37,4% no eren unitats familiars. En el 34% dels habitatges hi vivien persones soles el 17,2% de les quals corresponia a persones de 65 anys o més que vivien soles. El nombre mitjà de persones vivint en cada habitatge era de 2,25 i el nombre mitjà de persones que vivien en cada família era de 2,87.
Per edats la població es repartia de la següent manera: un 23,7% tenia menys de 18 anys, un 6,6% entre 18 i 24, un 24,4% entre 25 i 44, un 23,6% de 45 a 60 i un 21,7% 65 anys o més.
L'edat mediana era de 42 anys. Per cada 100 dones de 18 o més anys hi havia 84,7 homes.
La renda mediana per habitatge era de 30.744 $ i la renda mediana per família de 43.350 $. Els homes tenien una renda mediana de 30.053 $ mentre que les dones 21.270 $. La renda per capita de la població era de 17.155 $. Entorn del 5,7% de les famílies i el 9,6% de la població estaven per davall del llindar de pobresa.

## Poblacions més properes
El següent diagrama mostra les poblacions més properes.